# بونتيفيفينس
بونتيفيفنز (باللاتينية: Pontivivens) جنس بكتيريا سلبية الغرام وهوائية من فصيلة البكتيريا العصوية (رودوباكتيراسيا). يضم الجنس نوعا واحدا معروفا هو بونتيفيفينس إنسولا (باللاتينية: Pontivivens insulae). وجدت بونتيفيفينس إنسولا في مياه البحر عند جزيرة جيوجي في كوريا.